# Mons Delisle
Der Mons Delisle ist ein Berg auf dem Erdmond. Der Name ist vom anliegenden Mondkrater Delisle abgeleitet. Er hat einen Durchmesser von rund 30 km und steht bei 29° 5' N / 35° 8' O.